# Felix Kammerer
Felix Kammerer (Bécs 1995. április 4. –) osztrák színész, 2019-től a bécsi Burgtheater társulati tagja.

## Élete
2015-ben a berlini Hochschule für Schauspielkunst Ernst Busch iskolán kezdett tanulni, amit 2019-ben fejezett.

## Filmjei

### Mozi
| Év   | Eredeti cím            | Szerep      | Magyar cím                     | Jegyzések |
| ---- | ---------------------- | ----------- | ------------------------------ | --------- |
| 2021 | Dürer                  |             |                                | télévfilm |
| 2022 | Im Westen nichts Neues | Paul Bäumer | Nyugaton a helyzet változatlan |           |

## Fordítás
- Ez a szócikk részben vagy egészben  a   Felix Kammerer című német Wikipédia-szócikk fordításán alapul.  Az eredeti cikk szerkesztőit annak laptörténete sorolja fel. Ez a jelzés csupán a megfogalmazás eredetét és a szerzői jogokat jelzi, nem szolgál a cikkben szereplő információk forrásmegjelöléseként.